# Curon Venosta
Curon Venosta (Graun im Vinschgau) é uma comuna italiana da região do Trentino-Alto Ádige, província de Bolzano, com 2.452 habitantes. Estende-se por uma área de 210 km², tendo uma densidade populacional de 11 hab/km². Faz fronteira com Malles Venosta, localizando-se a cerca de 70 km a noroeste de Bolzano, na fronteira com a Suíça e a Áustria.

## Demografia
| Variação demográfica do município entre 1861 e 2011                               |
|                                                                                   |
| Fonte: Istituto Nazionale di Statistica (ISTAT) - Elaboração gráfica da Wikipedia |

## Idiomas
De acordo com o censo de 2011, 97,34% da população fala alemão, e 2,66%, o italiano como língua materna.